# Pterocephalus virens
Pterocephalus virens är en tvåhjärtbladig växtart som beskrevs av Philip Barker Webb och Berth. Pterocephalus virens ingår i släktet Pterocephalus och familjen Dipsacaceae. Inga underarter finns listade i Catalogue of Life.

## Bildgalleri

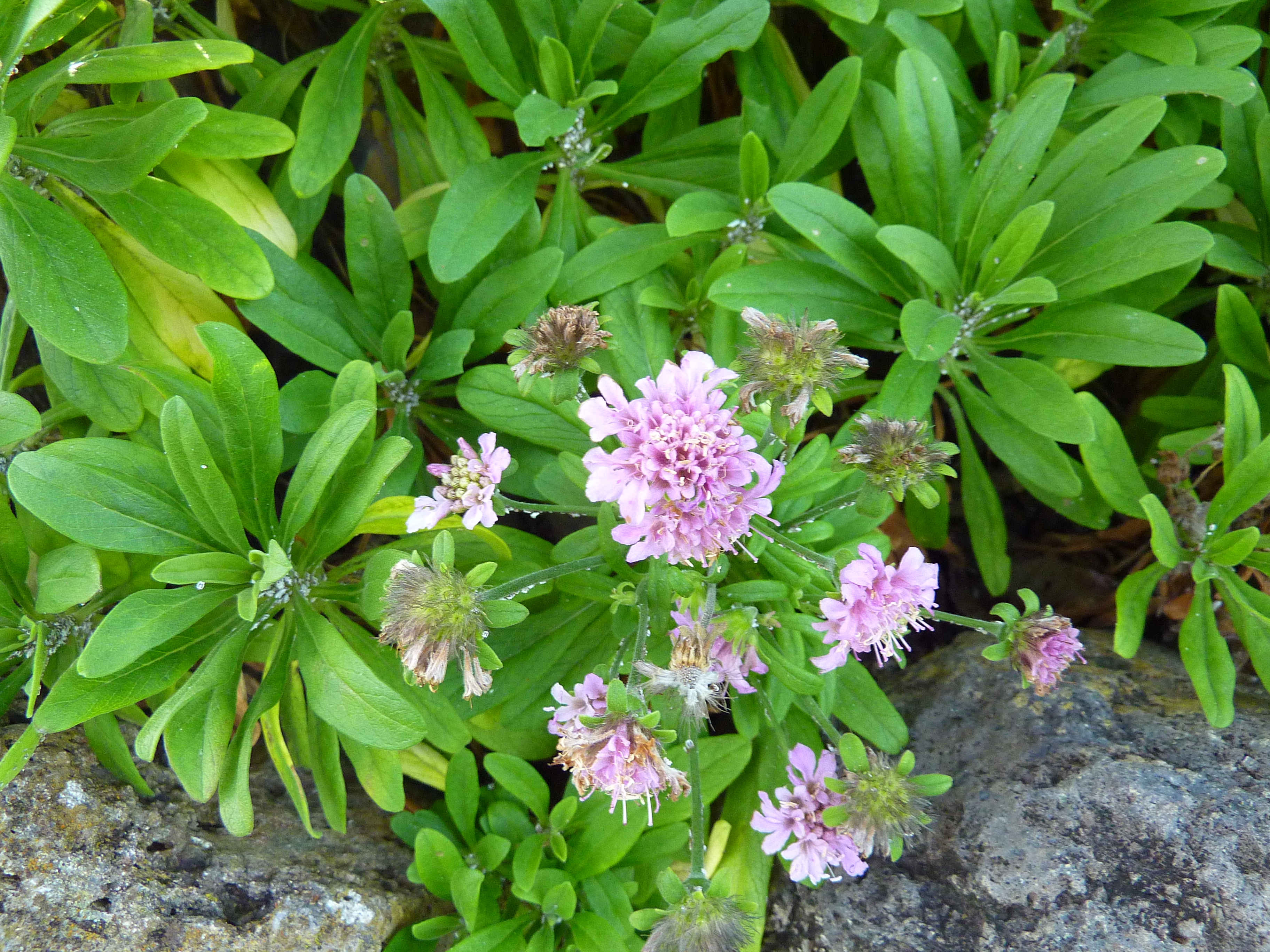
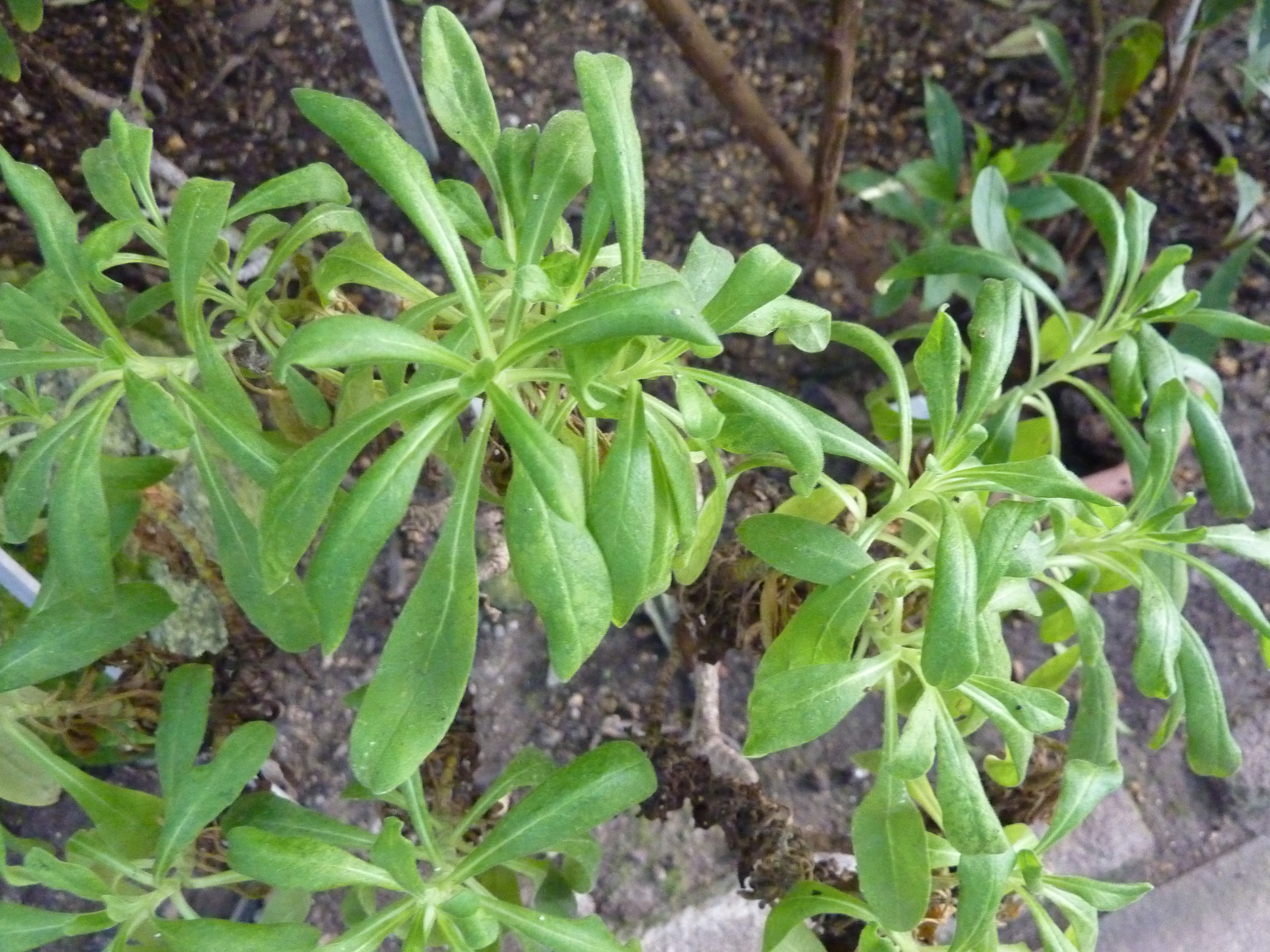